# Tucker Richardson
Tucker Allen Richardson (Flemington, 15 augustus 1999) is een Amerikaans basketballer.

## Carrière
Richardson speelde collegebasketbal voor de Colgate Raiders van 2018 tot 2023. Hij werd niet gekozen in de NBA draft van 2023 en tekende zijn eerste profcontract bij de Finse eersteklasser BC Nokia. Met Nokia verloor hij de bekerfinale maar won daarna wel de landstitel. Hij maakte in de zomer van 2024 de overstap naar de Belgische eersteklasser Brussels Basketball.

## Erelijst
- Fins landskampioen: 2024